# 비샤야
비샤야(산스크리트어: विषय)는 인도의 역사적 행정 단위로 일반적으로 오늘날 인도의 구와 동일하다.
아하라, 라슈트라, 만달라 및 데사를 포함하여 오늘날 인도의 구에 해당하는 단위에 대한 몇 가지 다른 용어가 역사적인 비문에 나타난다. 이 용어의 정확한 의미는 시대, 지배 왕조, 지역에 따라 다르다. 예를 들어:
- 벵골 지역의 초기 중세 비문에서:
  - 파란나이-비샤야는 사만타타-만달라의 일부로 언급된다.
  - 고칼리카-만달라는 코티바르샤-비샤야의 일부로 언급된다.
  - 카디-비샤야는 카디-만달라의 또 다른 이름이다.

마하라슈트라 지역의 초기 중세 비문에서 푼야카-비샤야는 서기 937년의 라슈트라쿠타 왕조 동판에 언급된 푸네의 또 다른 이름으로 마을을 푼야-비샤야로 지칭하며 '신성한 소식'을 의미한다.
- 일부 비문에는 고파-라슈트라-비샤야 및 케타크-아하라-비샤야와 같은 여러 지정이 있는 단위가 언급되어 있다(아마도 "고파"라는 영토는 이전에 라슈트라로 지정된 후 비샤야로 다시 지정됨).
- 때때로 비샤야는 구보다 더 상급의 행정 단위를 나타냈다.

비샤야의 지방관직은 비샤야파티 또는 비샤야다크샤라고 불렸다. 비샤야는 종종 부크티(주)와 같은 상위 행정 단위에 포함되었다. 그것은 종종 보자와 같은 하위 행정 단위로 나뉘었다.